# Мансуде (зал засідань)
Мансуде (кор. 만수대 의사당) — будівля Верховного Народного зборів КНДР, у тому числі зала засідань, розташована в центральному районі Пхеньяну, столиці КНДР. Знаходиться поряд із Музеєм корейської революції на ріці Тедонган. До війни у Кореї біля будівлі розташовувалася колишня Пхеньянська жіноча в'язниця.
Названо на ім'я пагорба Мансуде в однойменному районі Пхеньяну. Будівництво завершено у жовтні 1984, його загальна площа становила 45 000 м².
Вміщує головний конференц-зал площею 43 000 м², розрахований на 2000 місць для членів Верховного Народного зібрання, має систему синхронного перекладу в залі, здатну перекладати одночасно з десяти іноземних мов. Будівля побудована на кшталт радянської сталінської архітектури, включаючи самобутні корейські конструктивні елементи. Тут щорічно збираються Верховні народні збори КНДР.